# Storsäl
Storsäl (Erignathus barbatus) är en sälart som lever i Norra ishavet.

## Utseende och anatomi
Storsälen har gråbrun päls som är ljusare på buken än på ryggen. På vintern får den ett mycket tjock fettskikt så att huvudet ser ovanligt litet ut. Vikten är på vintern omkring 360 kg (ibland upp till 430 kg) och på sommaren ungefär 230 kg. Djuret är vanligen mellan 230 och 250 cm långt och har ett långt vitt skägg. Bröstfenorna har en kännetecknande fyrkantig form. Mellan mars och augusti byter individerna pälsens hår.

## Utbredning
Storsälen förekommer på isflaken i hela Arktis. Många individer lever i Berings hav. Under vandringen händer det ibland att några djur simmar fel så att de kommer till europeiska kustlinjer. En gång har djuret observerats i norra Portugal. Liknande iakttagelser rapporterades i norra Kina och från den japanska ön Hokkaido.

## Ekologi
Storsälen lever mestadels ensam. De vistas alltid i närheten av vattnet, så de kan flytta sig när en isbjörn närmar sig. Djuret kan dyka till 200 meters djup men föredrar att förbli i närheten av havsytan. Under sommaren när antalet isflak minskar vilar den ibland på land. Med skägget letar den på havsbotten efter räkor, musslor och snäckor. Dessutom ingår fiskar i födan.
Hannen skapar under vattnet ett ljud som liknar valarnas sång. Troligtvis är ljudet till för att skydda sälens territorium eller för att imponera på honan.
Honan är dräktig i omkring elva månader och föder i april eller maj ett ungdjur. Under dessa elva månader stannar embryots utveckling av en tid så att ungen inte föds för tidig. Kuten väger vid födelsen omkring 34 kg. Honan ger di till kuten två till tre veckor (18 till 24 dagar) och lämnar den sedan ensam på isen. Oftast kan kuten simma redan vid denna ålder. Unga honor blir efter 3 till 8 år könsmogna och unga hannar efter 6 till 7 år. Vanligen blir storsälar inte äldre än 25 år men enskilda individer med en livslängd på 31 år är dokumenterade.
Storsälar jagas aktivt av isbjörnar och de dödas ibland av späckhuggare. Sällsynt faller ungar offer för valross.

## Storsäl och människan

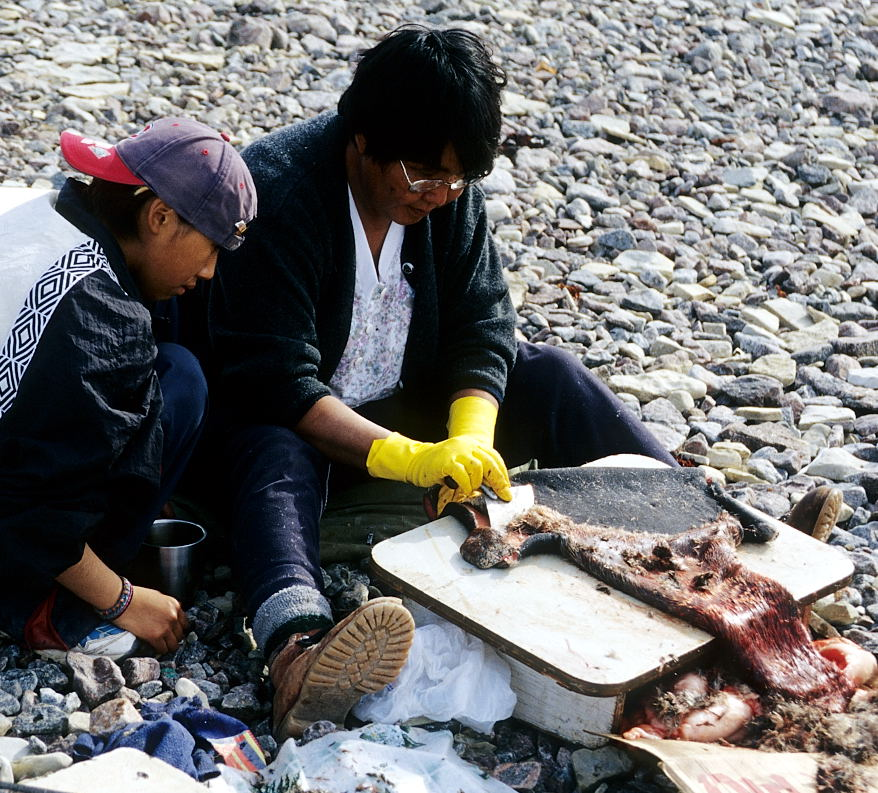
En inuitkvinna förarbetar storsälens hud till kläder.

Jakt på storsäl för kött och hud har bedrivits länge. Men storsälen lever inte i flockar och är därför inte lika lättjagad som andra sälarter. Huden används till exempel för umiak och skor. Själva pälsen är inte eftertraktad. Under senare 1900-talet och början av 2000-talet uppskattades antalet dödade individer per år till 6 800 i Alaska, 2 400 i Kanada och 500 till 1 000 på Grönland. En mera omfattande jakt skedde efter andra världskriget i de sovjetiska delarna av Arktiska havet, där upp till 13 000 individer dödades per år. När arten blev sällsynt under 1970-talet minskade jakten betydlig. Den sovjetiska/ryska fångsten under 1980-talet uppgick bara till 2 000 individer per år. IUCN listar arten som livskraftig (LC) på grund av det stora utbredningsområdet och eftersom beståndsutvecklingen bedöms som stabil.